# Wilmington (Vermont)
Wilmington è un comune degli Stati Uniti d'America, situato nello Stato del Vermont, contea di Windham.